# Bertreville-Saint-Ouen
Bertreville-Saint-Ouen település Franciaországban, Seine-Maritime megyében. Lakosainak száma 339 fő (2022. január 1.). Bertreville-Saint-Ouen Auppegard, Bacqueville-en-Caux, Crosville-sur-Scie, Lintot-les-Bois, Manéhouville és Omonville községekkel határos.

## Népesség
A település népességének változása:
| Lakosok száma | 355  | 360  | 362  | 345  | 337  | 339  | 335  | 331  | 339  |
|               | 2013 | 2015 | 2016 | 2017 | 2018 | 2019 | 2020 | 2021 | 2022 |